# Eniochthoniidae
Eniochthoniidae zijn  een familie van mijten. Bij de familie zijn één geslacht met zeven soorten ingedeeld.